# Antonio de Horcasitas y Avellaneda

Antonio de Horcasitas y Avellaneda (Burgos, 1658 - Logroño, 21 de diciembre de 1716), eclesiástico español, que fue obispo de Calahorra y La Calzada.
Candidato para ocupar el trono episcopal de Calahorra y La Calzada el 10 de febrero de 1715, fue confirmado para el mismo el 18 de marzo del año en curso. Su consagración como obispo de Calahorra y La Calzada tuvo lugar el 26 de mayo de 1715 por Carlos de Borja Centellas y Ponce de León, patriarca de las Indias Occidentales, asistido por Antonio Monroy y Meneses, obispo de Santa Marta, y Juan de Otálora y Bravo de Lagunas, obispo de Arequipa.
Falleció el 21 de diciembre de 1716.